# 100세 건강 닥터스
《100세 건강 닥터스》(Medical Story Doctors)는 2011년 11월 28일부터 2012년 10월 28일까지 방송되었던 교양 프로그램이다.

## 방송 시간
- 2011년 11월 28일 ~ 2011년 12월 12일, 2012년 1월 2일 ~ 2012년 9월 24일 : 매주 월요일 저녁 6시 50분
- 2011년 12월 19일 ~ 2012년 12월 26일 : 월요일 저녁 7시
- 2012년 10월 25일 : 목요일 낮 12시 20분

## 코너
- 응급실 24
- 생체신호 36.5
- 생존의 법칙
- 푸드 닥터

## 같이 보기
- 닥터스 (MBC)
- 생로병사의 비밀 (KBS)
- 영상기록 병원 24시 (KBS)
- 명의(EBS)